# Toon Pille
Anthonie Hendrikus (Toon) Pille (Waddinxveen, 18 augustus 1921 - Gouda, 30 september 1944) was een Nederlandse verzetsman.
De Waddinxveense stoffeerder Pille, lid van het ondergrondse verzet, werd op 29 september 1944 gearresteerd door de SD'er Han Balvert op de Kerkweg te Waddinxveen. Hij werd er verhoord en vervolgens meegenomen naar Gouda voor nader verhoor op het bureau van de SD, aan de Ridder van Catsweg. De volgende dag werd zijn lichaam doorboord door minstens acht kogels aangetroffen op de nieuwe verbindingsweg (in de volksmond bekend als de Parallelweg, de tegenwoordige burgemeester Jamessingel) te Gouda. Alhoewel de beruchte Goudse SD-man Balvert nauw betrokken was bij de aanhouding, het verhoor en de dood van Pille, is het waarschijnlijk zijn superieur Heinrich Rennen die de fatale schoten heeft afgevuurd.
Pille beschikte over verschillende namen van verzetsstrijders in de regio, maar zweeg tegenover zijn ondervragers, aangezien niemand van zijn medestrijders naderhand werd gearresteerd.

## Eerbewijzen
Als eerbewijs aan Pille werd in 1946 een monument opgericht nabij de plaats waar hij is geëxecuteerd.
De tekst op het kruis luidde:
Hier viel op 30-09-44 in dienst van zijn vaderland TOON PILLE oud 23 jaar
Het monument is op donderdag 25 september 2008 tijdelijk verplaatst van de Burgemeester Jamessingel naar het Albert Plesmanplein in Gouda in verband met de reconstructie van de weg waaraan het monument stond. 
Op 30 augustus 2012 werd een nieuw herdenkingsteken voor Toon Pille onthuld. Het is een herdenkingssteen, die aangebracht is in de bestrating van het plein bij het Huis van de Stad.
In Waddinxeen werd in 2019 het Toon Pillepad langs de Petteplas naar hem genoemd. Het pad vormt de verbinding tussen zijn eregraf op de oude begraafplaats van Waddinxveen met het het oorlogsmonument op het Stationsplein.
In opdracht van Harmonie Concordia uit Waddinxveen, is een muziekstuk, een partituur, geschreven door Alfred Willering uit Hardenberg. Het muziekwerk met de naam, Parel aan de Gouwe, is een eerbetoon aan verzetsman Toon Pille. Op 25 maart 2022 is het stuk door Concordia in de Ontmoetingskerk, voor de eerste keer uitgevoerd. Aanvankelijk zou het muziekstuk uitgevoerd worden tijdens het Bevrijdingsconcert in 2020 maar door de Coronamaatregelen, was dit toen niet mogelijk.

## Erelijst van Gevallenen
In mei 2019 is Toon Pille toegevoegd aan de landelijke Erelijst van Gevallenen 1940-1945. Op verzoek van de burgemeester van Waddinxveen heeft het NIOD een officieel onderzoek gedaan naar het eigenlijk al bekende verzetswerk van Pille. Het overtuigende bewijs werd gevonden in een oude verklaring van de Stichting 1940-1945. Pille was sinds maart 1944 actief lid van de Verzetsorganisatie Ordedienst (OD)

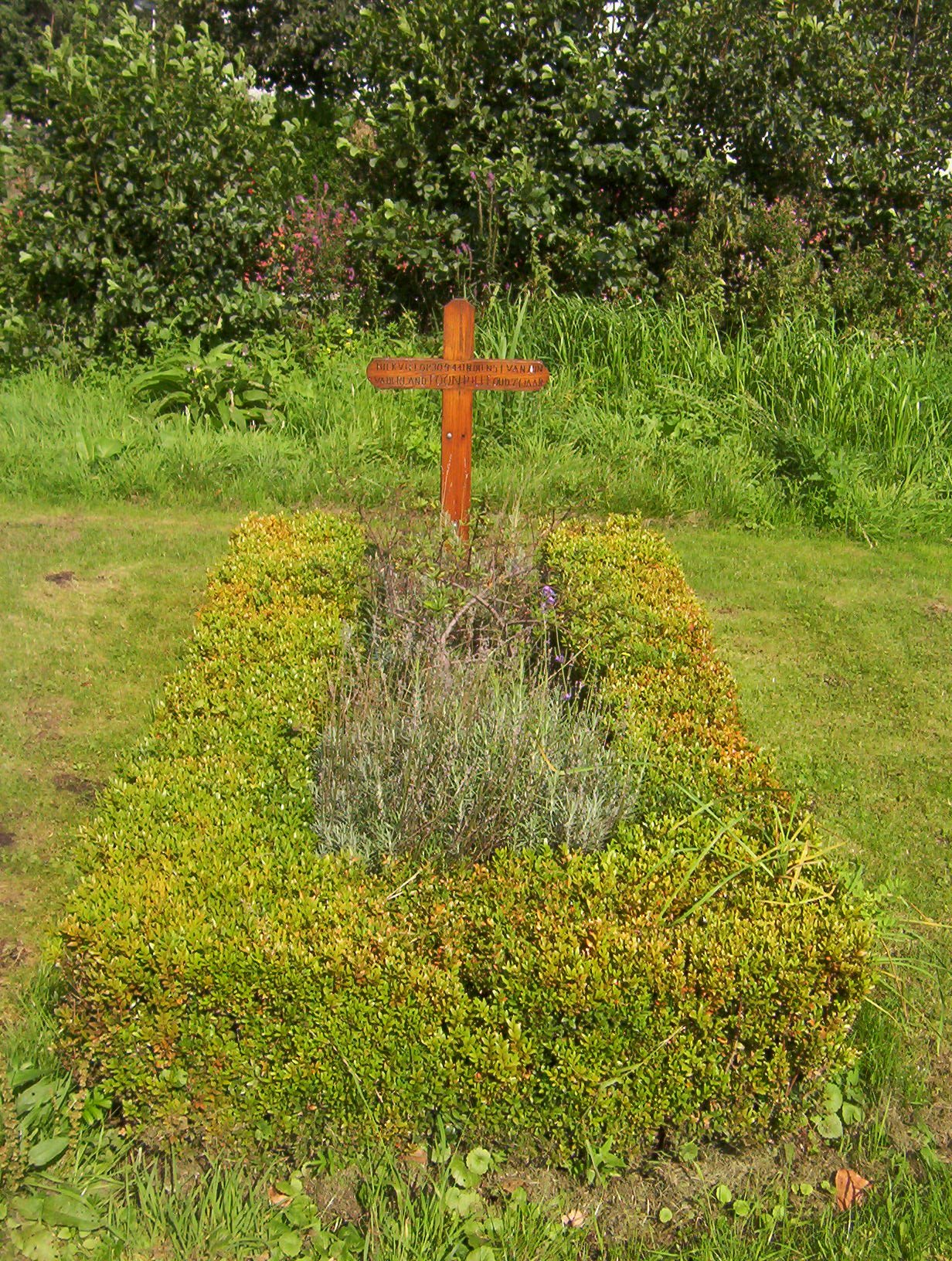
Het oude verzetsmonument voor Toon Pille
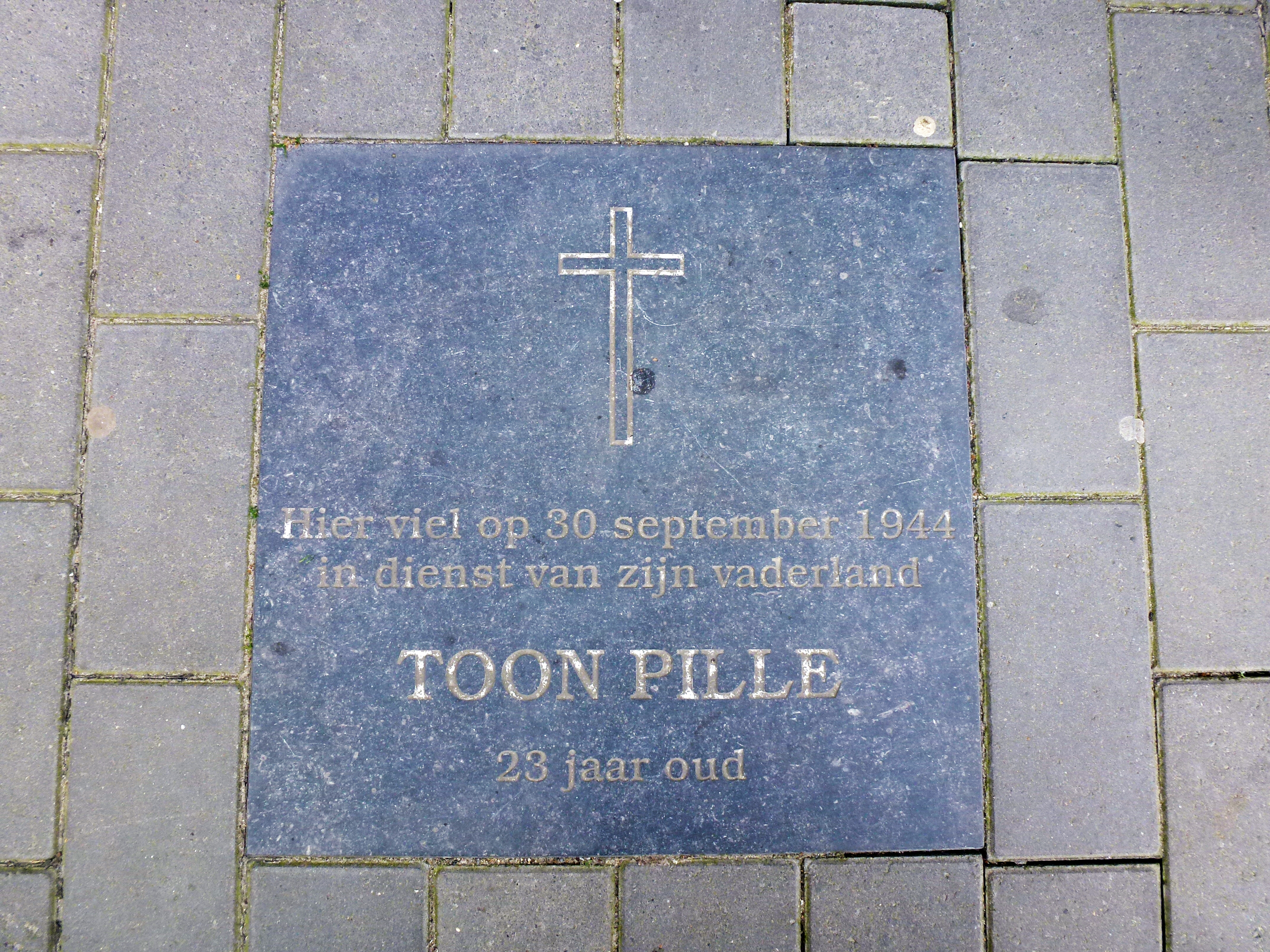
De nieuwe herdenkingssteen voor Toon Pille